# Zigarettenfabrik Manoli

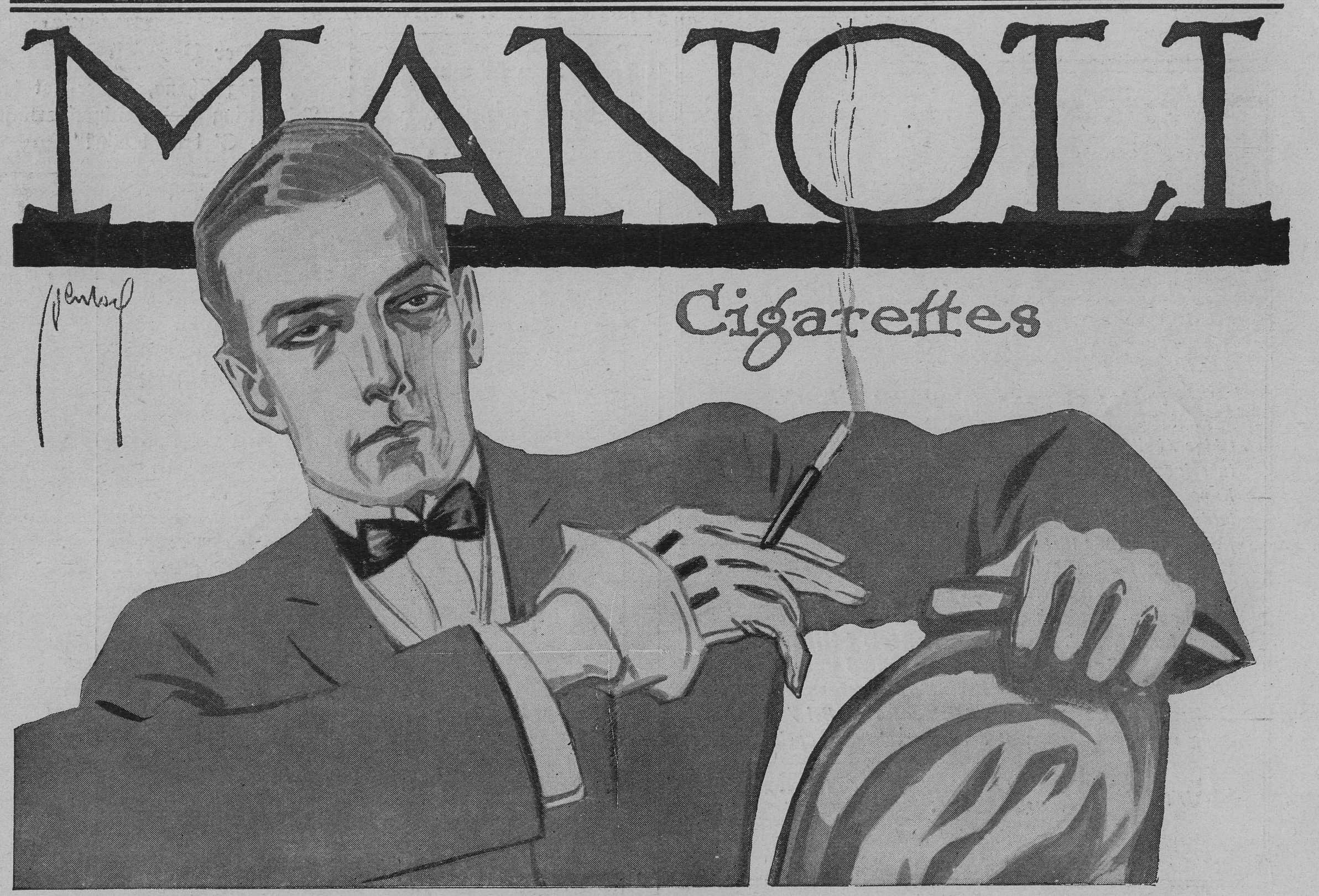
Reklame des Unternehmens Manoli von Ernst Deutsch-Dryden (1914)

Manoli war der Name einer deutschen Zigarettenfabrik. Sie wurde von Jakob Mandelbaum (1859–1918) zunächst unter dem Namen „Zigaretten-Fabrik Argos“ in Berlin gegründet, und im Jahr 1897 angeblich nach Jakob Mandelbaums Frau Ilona Mandelbaum (rückwärts gelesen) benannt. Diese Namensentstehung ist nicht sicher nachzuweisen, denn die Ehefrau von Jacob Mandelbaum hieß Rosa (geb. Cohn) und wurde 1857 in Jotzen geboren. Es gibt Vermutungen, dass Manoli ein Spitzname von Jacob Mandelbaum gewesen sein könnte.
Eine weitere Variante zur Namensgebung nennt als Ursprung eine Fremdsprache, in der Mandelbaum mit Manoli übersetzt wird. Im Jahr 1912 feierte das Ehepaar Mandelbaum Silberne Hochzeit. Jacob und Rosa Mandelbaum wurden in einem Familiengrab auf dem Jüdischen Friedhof an der Schönhauser Allee in Berlin beigesetzt. Der Grabstein wurde von Lucian Bernhard gestaltet. Das restaurierte Grabmal wurde am 4. Mai 2015 feierlich eingeweiht.
Das Unternehmen war bekannt für sein hervorragendes Verpackungsdesign. Das Manoli-Unternehmenslogo, das sich auf Waren, Unternehmens-Lkw, Schaufensterdekorationen und Werbematerialien befand, wird häufig als frühes Beispiel für Corporate Design genannt.

## Geschichte

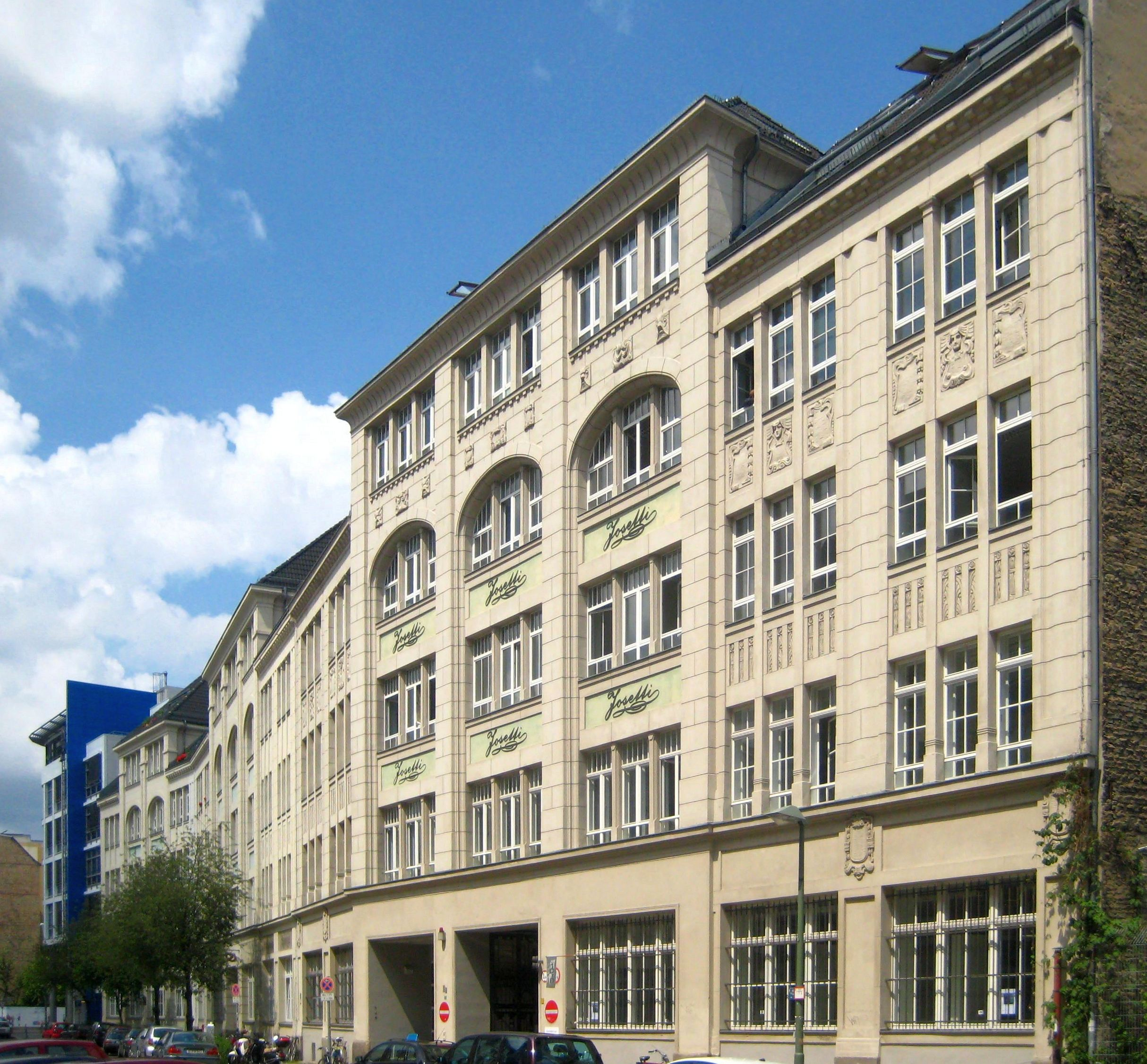
Die denkmalgeschützten Josetti-Höfe in der Rungestraße in Berlin-Mitte

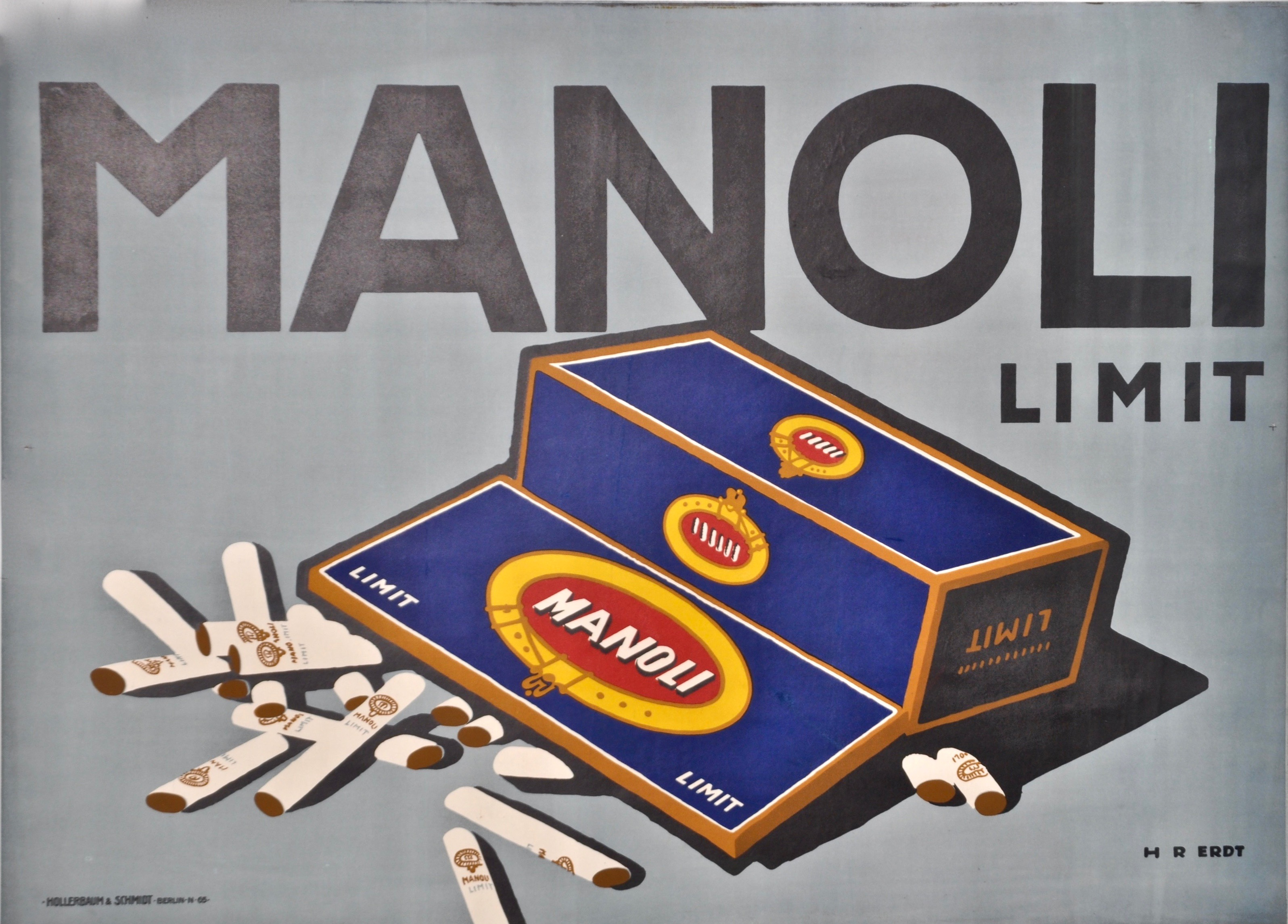
Manoli-Limit-Werbeplakat von Hans Rudi Erdt (1910)

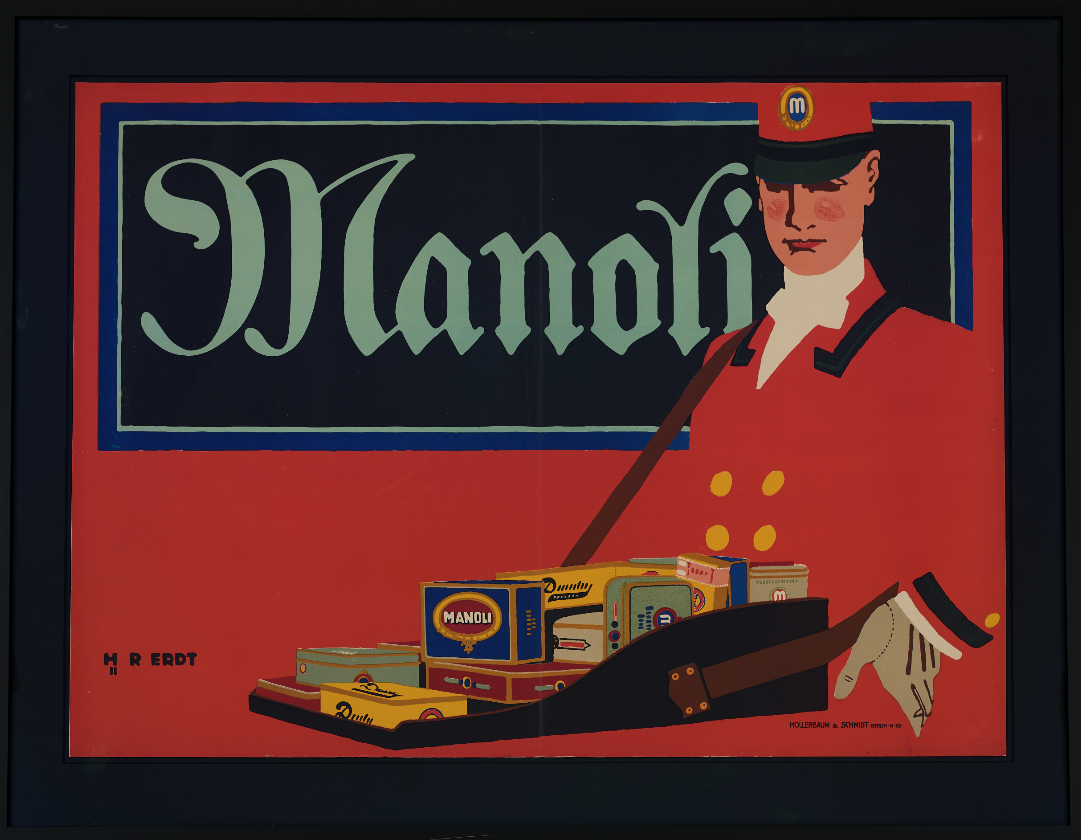
Plakat von Hans Rudi Erdt mit Bauchladen (1911)

Nachdem Jakob Mandelbaum bereits seit 1889 als Berliner Vertreter der Dresdner Zigarettenfabrik Jasmatzi tätig gewesen war, gründete er im Jahr 1894 seine eigene Zigarettenfabrik, zunächst mit acht Mitarbeitern. Bereits im Jahr 1904 beschäftigte Manoli 200 Angestellte und zog 1907 in die neu errichteten Gewerbehöfe Rungestraße 22–24, heute genannt „Josetti-Höfe“. 1910 entwarf Lucian Bernhard ein neues Manoli-Unternehmenslogo. Mit Beginn des Ersten Weltkriegs im Jahr 1914 führte der „Ausschuss für gute deutsche Werbesprache“ eine Plakatkampagne unter dem Motto „Kein Fremdwort für das, was deutsch ausgedrückt werden kann“ durch. In der Folge wurden einige Marken von Manoli umbenannt, z. B. wurde „Dandy“ zu „Dalli“ und „Gibson Girl“ zu „Wimpel“. 1919 erschien zum 25-jährigen Jubiläum eine Festschrift. 1921 erfolgte die Umwandlung in eine Aktiengesellschaft. Im Jahr 1924 wurde die Manoli AG von Reemtsma übernommen, 1930 die Produktion eingestellt und die Firma 1936 liquidiert.

## Manoli-Reklamekunst

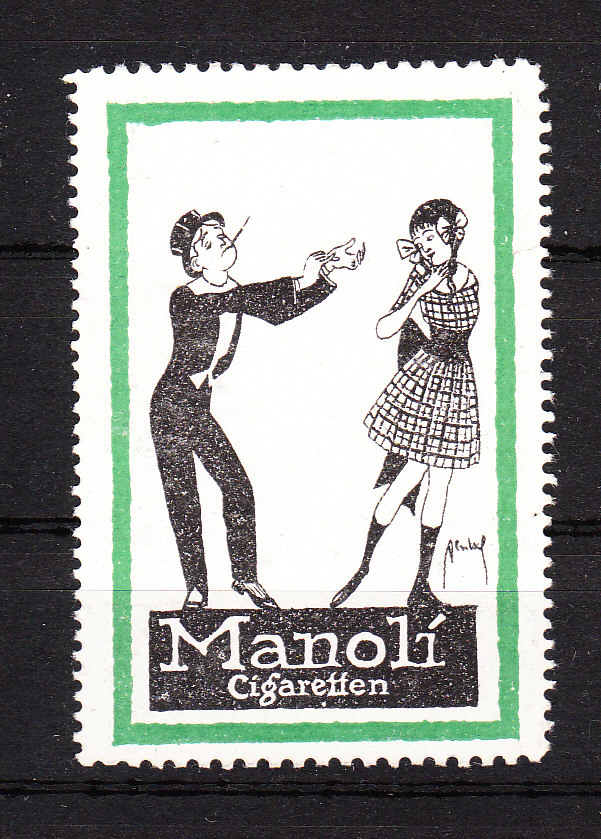
Manoli-Reklamemarke Ernst Deutsch-Dryden (ca. 1910)

Manoli beschäftigte bedeutende Grafiker und Maler zur Gestaltung von Verpackungen, Plakaten und Inseraten. 1907 wurde unter dem Reklameleiter E. E. Hermann Schmidt, einem Mitglied des Deutschen Werkbunds, die Gestaltung der Anzeigenentwürfe dem bekannten Künstler Julius Klinger übertragen. Nach den Grundsätzen des Deutschen Werkbunds ist es erforderlich, dass der Kaufmann mit dem Künstler zusammenarbeitet, um in der Form und Darbietung Qualität zu erzielen. Dieser Ansatz wurde bei Manoli beispielhaft umgesetzt und einige Exemplare der Manoli-Werbung wurden zu Klassikern der Reklamekunst.
Neben dem ästhetischen Ansatz verfolgte Manoli eine zweite Strategie bei seiner Werbung: Während bei anderen Unternehmen das Produkt, diverse Auszeichnungen und Medaillen im Mittelpunkt der Werbung standen, stellte Manoli in seiner Werbung das mondäne Leben der 1920er Jahre in den Vordergrund und erreichte auf diese Weise einen exklusiven Kundenkreis, der eine qualitativ bessere, aber auch teurere Zigarette bevorzugte. Für diese Art der Werbung sind insbesondere die von Ernst Deutsch-Dryden gestalteten Inserate und Reklamemarken beispielhaft.
Aber erst unter Lucian Bernhard gelang es Manoli, den Produkten ihren unverwechselbaren Charakter zu verleihen. Lucian Bernhard war vorwiegend für die Gestaltung der Verpackungen zuständig, während Julius Klinger und Hans Rudi Erdt die Anzeigen von Manoli gestalteten. Lucian Bernhard hat für Manoli auch einige Plakate in dem für ihn typischen Sachplakatstil entworfen.
Die erste elektrische Lichtreklame in Berlin entstand 1910 für Manoli. Im Manoli-Logo durchwanderten die Buchstaben einen bunten Lichtkreis. Auf diese bewegte, nervös zuckende Leuchtreklame soll der Berliner Volksmund einen Ausdruck geprägt haben: „Der ist Manoli“, als Bezeichnung für jemanden, der sich verrückt aufführte.
Kurt Tucholsky dichtete 1920: „Die meisten Menschen haben heut ein kleines Rad. / Total Manoli! Total Manoli! / Such dir mal wen in ganz Berlin, der das nicht hat. / Tanz des Geschlechts um Manoli rechts rum, / die ganze Erde tanzt von früh bis abends spät / stets um das Dings rum, Manoli links rum! / Ihr seid doch alle, alle, alle etwas durchgedreht.“ Rudolf Nelson entwickelte aus diesem Gedicht seine legendäre Revue Total Manoli!, die 1920 mit dem Kabarettisten Fritz Grünbaum und der Tänzerin Lucie Berber am Kurfürstendamm lief.
Auch in Joachim Ringelnatz Berlinroman … liner Roma … (1924) ist die Redewendung „Der scheint etwas manoli zu sein“ über einen kauzigen Großstadtmenschen belegt.

## Manoli-Zigarettendosen

Zigarettendose von Manoli „Gibson Girl“, etwa 1910

Die Blechpackungen von Manoli zeichneten sich durch eine überwiegend schlichte Gestaltung und oft ungewöhnliche Farbgebung aus. Die fliederfarbene Verpackung der Marke „Meine Kleine“, seit 1900 auf dem Markt, löste einen Run auf diese Zigarette aus. Zu den bekanntesten und meistverkauften Marken Manolis gehört „Gibson Girl“. Die Packung selbst wurde nicht von Lucian Bernhard gestaltet, jedoch hat er diese Dose dann als Grundlage für seine Plakate und Anzeigen verwendet. Das Warenzeichen „Gibson Girl“ wurde im Jahr 1905 registriert. Die Gibson-Girl-Blechdose zeigt eine Dame mit dunkelblauem Abendkleid, das über den Boden wallt und das Manoli-Unternehmenslogo trägt. Die Dame ist umringt von Rauchringen. Die Zigarette selbst ist auf dem Bild nicht zu erkennen. „Trotz des Entstehungsdatums um 1910 wurde auf der Packung wohl zum letzten Mal das alte Warenzeichen order of the garter mit Krone und Gürtelschnalle verwendet.“ Danach wurde ein von Lucian Bernhard entworfenes Unternehmenslogo verwendet, das er im Stil der Neuen Sachlichkeit auf das von einem roten Kreis umringte „Manoli-M“ reduzierte.

## Manoli-Post
Ab 1914 und bis zur Ausgabe September (Nr. 4 in 1922) von 1922 gab Manoli die firmeneigene Zeitschrift Manoli-Post heraus.